# Segunda-feira de Sestas
A Segunda-feira de Sestas é um dia festivo local, assinalado no concelho da Chamusca, correspondendo ao dia em que antigamente entrava em vigor o regime de Verão do horário laboral dos trabalhadores rurais. Este dia é uma festa móvel, celebrando-se na segunda-feira seguinte ao Domingo de Pascoela, ou seja, na segunda segunda-feira após a Páscoa.
Antigamente, os patrões ofereciam a tarde deste dia aos seus trabalhadores, que abandonavam as suas actividades nos campos e acorriam ao Monte do Bonfim, junto à Ermida do Senhor do Bonfim, onde almoçavam num clima de confraternização, no que era popularmente conhecido como ir buscar as sestas. De facto, a partir deste dia, a hora de almoço dos trabalhadores agrícolas dos campos chamusquenses era alargada, de modo a incluir as horas de maior calor no Verão.